# محوطه جوبجی
محوطه جوبجی مربوط به دوره عیلامیان است و در شهرستان رامهرمز، بخش مرکزی، دهستان حومه شرقی، روستای جوبجی واقع شده و این اثر در تاریخ ۲ مرداد ۱۳۸۷ با شمارهٔ ثبت ۲۳۰۵۲ به‌عنوان یکی از آثار ملی ایران به ثبت رسیده است.
این عرصه باستانی در اثر فعالیت‌های عمرانی در منطقه تخریب گردیده است.